# اللاطي (قفل شمر)

تعديل مصدري - تعديل

اللاطي هي إحدى قرى عزلة الدانعي بمديرية قفل شمر التابعة لمحافظة حجة، بلغ تعداد سكانها 147 نسمة حسب تعداد اليمن لعام 2004.